# Алберта (Минесота)
Алберта (енгл. Alberta) град је у америчкој савезној држави Минесота.

## Демографија
По попису из 2010. године број становника је 103, што је 39 (-27,5%) становника мање него 2000. године.
| Група             | 2000.        | 2010.        |
| Белци             | 142 (100,0%) | 103 (100,0%) |
| Афроамериканци    | 0 (0,0%)     | 0 (0,0%)     |
| Азијати           | 0 (0,0%)     | 0 (0,0%)     |
| Хиспаноамериканци | 0 (0,0%)     | 0 (0,0%)     |
| Укупно            | 142          | 103          |